# 中华人民共和国副主席
中华人民共和国副主席，简称国家副主席，是中华人民共和国国家机构之一的“中华人民共和国主席”的内部2大职位之一（另1个职位即国家主席），具有很高荣誉性质，负责礼仪性外交工作，至于拥有实权与否则要取决于担任者在中国共产党内地位和职务，国家副主席本身属于礼仪性职位没有任何实权。根据现行《中华人民共和国宪法》规定，副主席协助主席工作，受主席的委托，可以代行使主席的部分职权，在主席缺位时候，由副主席继任主席职位，副主席缺位时候，由全国人民代表大会进行补选。

## 沿革
“中华人民共和国副主席”自1954年第一届全国人民代表大会开始设立，首任副主席是朱德。文化大革命爆发后时任国家主席刘少奇失势下台，当时两位副主席宋庆龄和董必武没有按宪法规定继任主席，只是名义上代行权力，此时中国的人民代表大会制度处于瘫痪状态；九一三事件后，董必武被宣布为唯一的代理主席，但未经法定流程。1975年通过的宪法决定取消“中华人民共和国主席”和“副主席”的职位。
1982年通过的《八二宪法》重新恢复国家副主席职务。按照《八二宪法》，中华人民共和国主席职务是象征性的虚位元首，具有最高的地位並享有国家的最高代表权，但不独立决定任何国家事务。作为副职的国家副主席尽管地位崇高，但其象征意义更是远大于实质。2018年第十三届全国人民代表大会通过宪法修正案，废除连任限制，但沒有增加任何权力。
根据现行《宪法》，中华人民共和国副主席由全国人民代表大会根据《宪法》选举产生，任期五年，沒有任期限制。宪法同时规定：副主席的候选人必须是年满45周岁并有选举权及被选举权的中华人民共和国公民。
胡锦涛、曾庆红、习近平因兼任中共中央政治局常委、中共中央书记处书记而握有實權。其中，胡锦涛、习近平因作为接班人培养，在其国家副主席任期后半段会通过兼任中央军事委员会副主席熟悉及协管军队事务。此外，历史上也有民主党派党员担任过中华人民共和国副主席的职务，例如宋庆龄、荣毅仁。

## 职权
根据《中华人民共和国宪法》第八十二、八十四条，中华人民共和国副主席行使下列职权：
1. 中华人民共和国副主席协助主席工作。
2. 受主席的委托，可以代行主席的部分职权。
3. 在主席缺位的时候，由副主席继任主席的职位。

## 历任副主席
| 任次                               | 当选会议                         | 肖像                             | 副主席                           | 所属政党                          | 党职                                                                         | 任期始於                         | 任期終於                         | 主席                             |
| 中华人民共和国副主席（五四宪法）   | 中华人民共和国副主席（五四宪法） | 中华人民共和国副主席（五四宪法） | 中华人民共和国副主席（五四宪法） | 中华人民共和国副主席（五四宪法）  | 中华人民共和国副主席（五四宪法）                                             | 中华人民共和国副主席（五四宪法） | 中华人民共和国副主席（五四宪法） | 中华人民共和国副主席（五四宪法） |
| ---------------------------------- | -------------------------------- | -------------------------------- | -------------------------------- | --------------------------------- | ---------------------------------------------------------------------------- | -------------------------------- | -------------------------------- | -------------------------------- |
| 1                                  | 一届全国人大一次会议             |                                  | 朱德                             | 中国共产党                        | 中共中央书记处书记、中共中央副主席                                           | 1954年9月27日                    | 1959年4月27日                    | 毛泽东                           |
| 2                                  | 二届全国人大一次会议             |                                  | 宋庆龄 董必武                    | 无（宋庆龄） 中国共产党（董必武） | 无（宋庆龄） 中共中央政治局委员、常委（董必武）                              | 1959年4月27日                    | 1965年1月3日                     | 刘少奇                           |
| 2                                  | 三届全国人大一次会议             | 1965年1月3日                     | 宋庆龄 董必武                    | 无（宋庆龄） 中国共产党（董必武） | 无（宋庆龄） 中共中央政治局委员、常委（董必武）                              | 1975年1月17日                    |                                  | 刘少奇                           |
| 1975年和1978年的宪法不设国家副主席 |                                  |                                  |                                  |                                   |                                                                              |                                  |                                  |                                  |
| 中华人民共和国副主席（八二宪法）   |                                  |                                  |                                  |                                   |                                                                              |                                  |                                  |                                  |
| 3                                  | 六届全国人大一次会议             |                                  | 乌兰夫                           | 中国共产党                        | 中共中央政治局委员，1985年后为中共一般党员                                   | 1983年6月18日                    | 1988年4月8日                     | 李先念                           |
| 4                                  | 七届全国人大一次会议             |                                  | 王震                             | 中国共产党                        | 中共一般党员                                                                 | 1988年4月8日                     | 1993年3月12日                    | 杨尚昆                           |
| 5                                  | 八届全国人大一次会议             |                                  | 荣毅仁                           | 中国民主建国会 · 中国共产党 ·     | 民建中央常委                                                                 | 1993年3月27日                    | 1998年3月15日                    | 江泽民                           |
| 6                                  | 九届全国人大一次会议             |                                  | 胡锦涛                           | 中国共产党                        | 中共中央政治局常委、中共中央书记处书记、中共中央军委副主席、中共中央党校校长 | 1998年3月15日                    | 2003年3月15日                    | 江泽民                           |
| 7                                  | 十届全国人大一次会议             |                                  | 曾庆红                           | 中国共产党                        | 中共中央政治局常委、中共中央书记处书记、中共中央党校校长                     | 2003年3月15日                    | 2008年3月15日                    | 胡锦涛                           |
| 8                                  | 十一届全国人大一次会议           |                                  | 习近平                           | 中国共产党                        | 中共中央政治局常委、中共中央书记处书记、中共中央军委副主席、中共中央党校校长 | 2008年3月15日                    | 2013年3月14日                    | 胡锦涛                           |
| 9                                  | 十二届全国人大一次会议           |                                  | 李源潮                           | 中国共产党                        | 中共中央政治局委员                                                           | 2013年3月14日                    | 2018年3月17日                    | 习近平                           |
| 10                                 | 十三届全国人大一次会议           |                                  | 王岐山                           | 中国共产党                        | 中央外事工作委员会委员 （中共一般党员身份）                                  | 2018年3月17日                    | 2023年3月10日                    | 习近平                           |
| 11                                 | 十四届全国人大一次会议           |                                  | 韩正                             | 中国共产党                        | 中央外事工作委员会委员 （中共一般党员身份）                                  | 2023年3月10日                    | 現任                             | 习近平                           |

## 在世的現任及前任副主席
截至2025年8月，歷任国家副主席中6位在世：
| 姓名   | 任期           | 出生日期和年齡 | 备注         | 国家主席 |
| ------ | -------------- | -------------- | ------------ | -------- |
| 胡锦涛 | 1998年－2003年 | 1942年12月21日 | 曾任國家主席 | 江泽民   |
| 曾庆红 | 2003年－2008年 | 1939年7月30日  |              | 胡锦涛   |
| 习近平 | 2008年－2013年 | 1953年6月15日  | 現任國家主席 | 胡锦涛   |
| 李源潮 | 2013年－2018年 | 1950年11月20日 |              | 習近平   |
| 王岐山 | 2018年－2023年 | 1948年7月19日  |              | 習近平   |
| 韩正   | 2023年ー2023年 | 1954年4月22日  |              | 習近平   |

最近一位去世的前任国家副主席是荣毅仁，于2005年10月26日去世，享年89岁。